# David Ruchien Liu

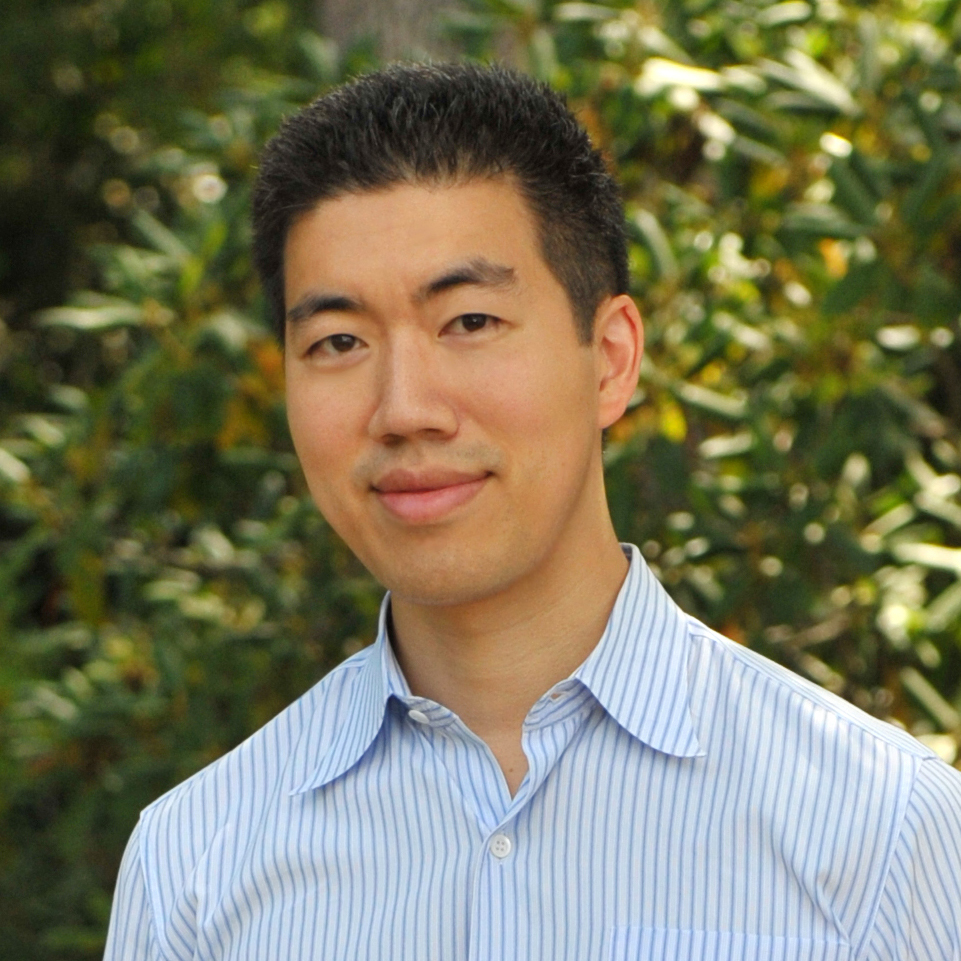
David R. Liu (2012)

David Ruchien Liu (* 12. Juni 1973 in Riverside, Kalifornien) ist ein US-amerikanischer Chemiker und Biologe. Er ist Richard-Merkin-Professor, Direktor des Merkin Institute of Transformative Technologies in Healthcare und stellvertretender Vorsitzender der Fakultät am Broad Institute von Harvard University und MIT; Thomas Dudley Cabot Professor für Naturwissenschaften und Professor für Chemie und chemische Biologie an der Harvard University; und Howard Hughes Medical Institute Investigator.

## Leben und Werdegang
Lius Eltern wanderten aus Taiwan in die Vereinigten Staaten ein. Sein Vater ist Luft- und Raumfahrtingenieur; seine Mutter ist Physikprofessorin im Ruhestand an der UC Riverside. Während seiner Schulzeit belegte er 1990 den zweiten Platz bei der nationalen Westinghouse Science Talent Search. Er erhielt seinen A.B. in Chemie von Harvard im Jahr 1994, Abschluss mit summa cum laude und war Klassenbester. Während seines Studiums arbeitete er im Labor für synthetische Chemie des Nobelpreisträgers Elias James Corey. Liu erhielt seinen Ph.D. in Organic Chemistry von der UC Berkeley im Jahr 1999, betreut von Peter G. Schultz.

## Akademische Karriere
Liu graduierte 1994 als Jahrgangsbester in Harvard. Als Student führte er unter der Leitung von Professor E. J. Corey Forschungen in organischer und bioorganischer Chemie zur Sterinbiosynthese durch. Während seiner Promotions-Forschungen mit Professor Peter Schultz an der UC Berkeley initiierte Liu den ersten allgemeinen Versuch, den genetischen Code in lebenden Zellen zu erweitern. Er erwarb seinen Ph.D. im Jahr 1999 und wurde im selben Jahr Assistenzprofessor für Chemie und chemische Biologie an der Harvard University. Er wurde 2003 zum Associate Professor und 2005 zum Full Professor befördert. Liu wurde 2005 Howard Hughes Medical Investigator und trat 2009 den JASONs, akademischen Wissenschaftsberatern der US-Regierung, bei. Er wurde am Harvard College im Jahr 2007 geehrt als Professor, teilweise für seine Lehre im Grundstudium. Sein Einführungskurs in Biowissenschaften, der 2005 begann, wurde Harvards größter naturwissenschaftlicher Kurs.
Liu erhielt mehrere universitätsweite Auszeichnungen für seine Lehrtätigkeit in Harvard, darunter den Joseph R. Levenson Memorial Teaching Prize, den Roslyn Abramson Award und eine Professur am Harvard College. Liu hat mehr als 165 Artikel veröffentlicht und ist der Erfinder von mehr als 60 erteilten US-Patenten. Seine Forschungsleistungen wurden mit Auszeichnungen wie dem Ronald Breslow Award for Biomimetic Chemistry, dem American Chemical Society Award in Pure Chemistry, dem Arthur C. Cope Young Scholar Award geehrt und er erhielt Auszeichnungen der Sloan Foundation, der Beckman Foundation, des NSF CAREER Program und des Searle Scholars Program. 2016 wurde er von Nature Biotechnology zu einem der 20 besten translationalen Forscher der Welt ernannt und 2017 und 2019 von Nature zu den 10 führenden Forschern in der Welt und zu den führenden globalen Denkern der Außenpolitik gezählt. Im April 2019 hielt Liu auf der TED2019 in Vancouver einen TED-Vortrag über Base Editing. Im Jahr 2019 wurde Prime Editing von Nature als eine der 10 bemerkenswertesten Veröffentlichungen aus dem Jahr 2019 und als einer der wichtigsten technischen Fortschritte von The Scientist ausgezeichnet. Im Jahr 2020 erhielt Liu den David Perlman Award der American Chemical Society und den ACS Chemical Biology Lectureship Award der American Chemical Society und wurde in die National Academy of Sciences (NAS) sowie in die National Academy of Medicine (NAM) gewählt und wurde als ein Fellow der American Association for the Advancement of Science (AAAS) benannt. 2022 wurde ihm der Internationale König-Faisal-Preis in Medicine verliehen. 2024 erhielt er den Gabbay Award, 2025 einen Breakthrough Prize in Life Sciences. Für 2026 wurde Liu der ACS Award for Creative Invention zugesprochen.

## Forschung
Die Forschungsgruppe von Liu leistete Pionierarbeit bei der Basenbearbeitung, einer neuen Methode der Genombearbeitung, die die direkte und präzise Umwandlung einer einzelnen Base in eine andere Base im Genom lebender Zellen ermöglicht, ohne DNA-Doppelstrangbrüche (DSBs) zu machen, die zu komplexen Mischungen von Insertionen, Deletionen und DNA-Umlagerungen führen. Lius Forschungsgruppe leistete auch Pionierarbeit bei der Prime-Editierung, einer vielseitigen Genom-Editierungsmethode, die alle möglichen Base-to-Base-Konvertierungen, Insertionen, Deletionen und Kombinationen in Säugetierzellen installieren kann, ohne dass Doppelstrang-DNA-Brüche oder Spender-DNA-Vorlagen erforderlich sind. Darüber hinaus entwickelte die Gruppe von Liu die DNA-gestützte Synthese (DTS), eine Technik zur Übersetzung von DNA-Sequenzen in synthetische kleine Moleküle statt in Proteine, und wandte die DTS auf die Entdeckung bioaktiver kleiner Moleküle und neuer chemischer Reaktionen an. Sein Labor entwickelte auch die Phagen-unterstützte kontinuierliche Evolution (PACE), eine Technik, die die kurze 10-minütige Lebensdauer des M13-Bakteriophagen nutzt, um die schnelle Evolution nützlicher Proteine zu erreichen. Das Labor hat PACE und seine Bemühungen zur gerichteten Evolution genutzt, um neue Genombearbeitungswerkzeuge zu entwickeln, die eine erweiterte DNA-Zugänglichkeit und DNA-Basenkonvertierungen ermöglichen.

## Handelsaktivität
Liu war Mitbegründer von Editas Medicine (Genom-Editierung mit CRISPR-Nukleasen für Humantherapeutika), Pairwise Plants (Genom-Editierung für die Landwirtschaft), Beam Therapeutics (Basis-Editierung für Humantherapeutika) und Exo Therapeutics (neuartige niedermolekulare Arzneimittelentdeckung). Er ist der wissenschaftliche Gründer von Prime Medicine (Hauptredaktion für Humantherapeutika). Liu gründete auch Permeon Biologics und Ensemble Therapeutics. Permeon Biologics wurde 2011 von Liu und Flagship Ventures gegründet, um eine Klasse von Proteinen zu entwickeln, die den Transport großer Moleküle wie Antikörper in Zellen ermöglichen, um die Entwicklung von „Intrabody“-Therapeutika zu erleichtern. Er stellte seine Geschäftstätigkeit 2015 ein. Ensemble Therapeutics wurde 2004 mit Mitteln von Flagship Ventures gegründet, um Lius Arbeit über Makrozyklen weiterzuentwickeln. Das Unternehmen sammelte etwa 40 Millionen US-Dollar und ging mehrere pharmazeutische Partnerschaften ein, wurde jedoch 2017 geschlossen, bevor eine seiner führenden Verbindungen auf den Markt kam.